# 松平氏
松平氏（まつだいらし）は、武家・華族だった日本の氏族。室町時代に三河国加茂郡松平郷（愛知県豊田市松平町）に興った小豪族だったが、戦国時代末期の当主・松平家康は徳川氏に改姓し、その嫡流は江戸幕府の征夷大将軍となった。江戸時代に松平氏を称した家には3種あり、三河時代の分流、徳川将軍家や庶流から分家した親藩・御連枝、将軍より特に松平姓を与えられた非一族の大名家がある。鳥羽・伏見の戦いにより徳川慶喜が朝敵となったのを受けて非一族全家が復姓命令に従い、松平姓を廃棄して本姓に復し、分流の一部も改姓した。明治以降、松平氏からは29家が華族に列した（侯爵家1家、伯爵家3家、子爵家23家、男爵家2家）。

## 歴史

### 松平氏の起源
江戸期以降の改鋳も多く出自は確定できていない。『松平村誌』の「松平氏由緒書」では賀茂氏や鈴木氏の一族ではないかと推測されている。

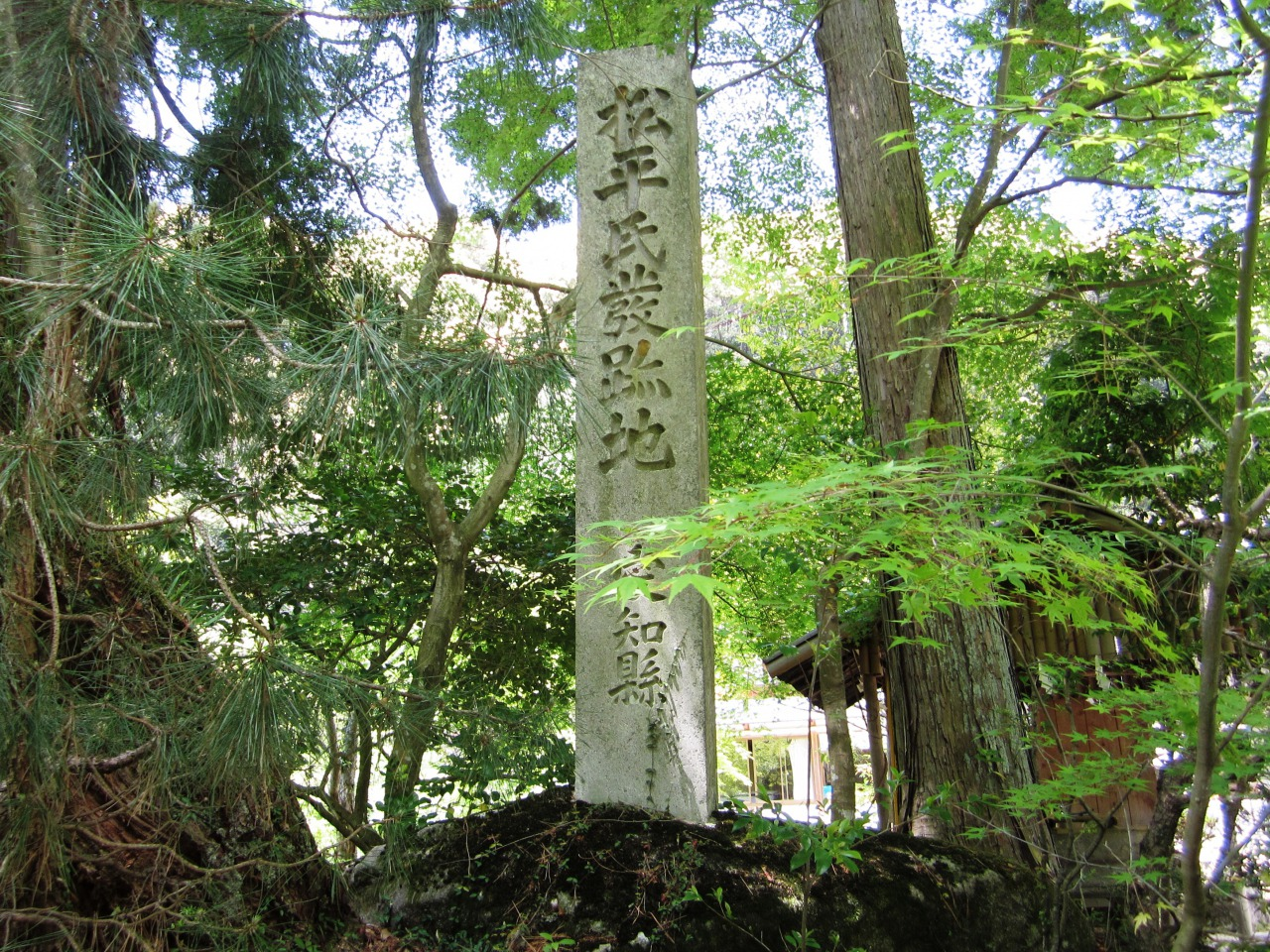
松平氏発跡地（愛知県豊田市（西三河）松平町。
旧・三河国加茂郡（重原藩）松平郷、東加茂郡松平村、松平町松平）

松平氏について、同時代資料で確認できる最も古い記録は、3代松平信光以降についてのものであり、それ以前は判然としていない。
後世の徳川氏・松平氏の系譜によると松平親氏は清和源氏の新田氏の支流で、上野国新田郡新田荘得川郷（えがわ — 、現在の群馬県太田市徳川町）を拠地とする得川義季（世良田義季、得河三郎義秀とも）の後裔と称する時宗の僧で、松平郷の領主・松平太郎左衛門少尉信重の娘婿となってその名跡を継ぎ松平親氏を名乗ったと称している。

### 伊勢氏への被官化
同時代の史料によって実在が確認できるのは、親氏の子とも泰親の子ともいわれる3代の松平信光で、室町幕府の政所執事の伊勢氏の被官となり、京都に出仕したと記録されるのが武家としての松平家の初出である。
これにより三河の足利将軍家直轄領である御料所の経営に食い込んだ信光は、松平郷から見て南の平野の玄関口である額田郡岩津城（岡崎市北部岩津町）に居城を移すと、西三河の平野部に勢力を拡大し各地に諸子を分封して十八松平と称される多数の分家を創設した。また、同じ頃（寛正年間）に近江国菅浦荘・大浦荘（滋賀県長浜市西浅井町菅浦・大浦）に派遣された京極氏の代官に松平益親という人物がおり、寛正2年（1461年）10月13日、京都の日野勝光の命によって、以前から代官所を襲撃されるなど対立していた菅浦住民に軍事攻撃を仕掛ける際には、大浦住民のみならず、三河からも配下の援軍が数万騎ほど動員されたと記録されている。この近江の松平氏も三河の松平氏（三河松平氏）の同族の1人と考えられている。
通説では、信光の系統である岩津松平家が松平家の宗家で、後の徳川宗家となる安祥松平家はその分家として位置づけられているが、実際には大給松平家の祖とされている松平加賀守（系譜では「乗元」）が信光とは別に伊勢氏被官としての地位を確保し、更に三河では大草松平家とみられる勢力が独自の動きを見せているため、後世編纂の系図よりももっと早い時期から大給・大草両家は岩津松平家から自立して独自の動きを始めていたとする指摘がある。

### 三河守護一色氏の衰退
三河の守護は一色氏であったが、山名氏の与党でもある一色氏の勢力を恐れた室町幕府6代将軍・足利義教は、三河守護一色義貫を暗殺し、暗殺に功のあった管領細川氏の一族細川持常を突然三河守護に任じた。これにより三河国内は内戦状態になり、井ノ口砦（岡崎市井ノ口町）を拠点とした額田郡一揆も生じた。この期に乗じた幕府政所執事伊勢貞親被官の北三の松平信光や尾張出身の戸田宗光が勢力を伸ばした。応仁の乱では、松平信光は三河守護細川成之とともに、三河復権を狙う一色氏を破った。なお松平氏は信光の時の内室が一色宗義娘であるとされ、一色氏と姻戚関係にあったとされる。

### 戦国期

#### 安祥松平
戦国時代に信光は、岩津から南下し、岡崎城や安祥城を勢力下に置くなど勢力を広げ、自身の子を分立して、竹谷松平家、安祥松平家、形原松平家、岡崎松平家（大草松平家）、五井松平家（深溝松平家）、能見松平家、丸根松平家、牧内松平家、長沢松平家といった分家を各地に置いた。
信光の子のうち、碧海郡安祥城（安城市）を与えられた安祥松平家初代の三男親忠（1501年没。のち宗家4代に数えられる）は、井田野の戦い（岡崎市井田町周辺）で中条氏らを破り武勇を上げたほか、当初与えられていた鴨田郷（岡崎市鴨田町）の館跡に、増上寺開山聖聡孫弟子の愚底を呼び松平氏菩提寺大樹寺を建立した。また、聖聡弟子の了暁を開山として大恩寺（愛知県豊川市御津町）を中興し、同寺で学んだ第4子の存牛は浄土宗総本山知恩院住持を務め皇室との関係を深めた。
親忠の嫡子・長親（天文13年（1544年）没。5代）は、今川軍を率いて三河に侵攻してきた伊勢宗端（北条早雲）を、岩津城下井田野（岡崎市井田町周辺）で破ったが、これらの混乱のなか宗家の岩津松平家は滅び、代わって安祥松平家が勢力を拡大し、松平宗家化するとともに戦国大名へと発展していった。
この安祥松平家に仕えた家臣は、安祥譜代と呼ばれ、徳川最古参の家臣として、『柳営秘鑑』および『三河物語』に記載されている。とりわけ、酒井氏は松平郷時代からの家臣で、松平氏の同族ともいわれる。7代清康による山中城攻略、岡崎城攻略以降の時代は、山中譜代、岡崎譜代として、2番目に記載されている。徳川家臣団の形成に、安祥城時代が大きな影響を及ぼした。
『改正三河後風土記』に「三州十八松平家の事、徳川家是ハ御本家をさしていふ。昌安より岡崎城を清康君に献じ徳川家安祥岡崎を兼領し給ふ」と記載されており、本家・分家の関係が詳細に記述されている。
安祥松平家の台頭後も、宗家の座を狙う松平一族の間に内紛が続き、6代に数えられる信忠（1531年没）は一族を抑えられず、1523年に父・長親の命で若くして隠居させられた。

#### 清康による躍進と今川氏への従属
代わって13歳で家督を相続した7代清康（天文4年（1535年）没）は翌年岡崎松平家の山中城を攻略。明大寺城、岡崎城を取得し、本拠を岡崎に移した。岡崎の地では、城下町形成や、岡崎五人衆・代官・小代官体制などの整備を行った。清康は加茂郡・渥美郡の諸豪族を攻めて北三河・東三河まで服属させ三河の統一を進めたが、西に転戦して尾張へと進出したところで家臣に刺殺されてしまった（森山崩れ）。
8代広忠（天文18年（1549年）没）は父清康が死んだとき10歳の幼さで、三河と内紛状態となった松平一族を統御できず、駿河の戦国大名今川氏の庇護下に入った。混乱の中重要拠点の安祥城は織田に奪われ、現在の岡崎市内で、織田対今川・松平連合軍の間で小豆坂の戦いが行われた。しかし、父の清康時代の勢力を取り戻すには至らず、若くして亡くなった。
安祥松平家による岡崎奪取以前の、「光重」-「親貞」＝「昌安（信貞）」にいたる旧・岡崎城主家を、安祥家に対して岡崎松平家と呼ぶことがある。後述の「大草松平家」がこれにあたる。

#### 家康の徳川改姓と松平諸家の家臣化
広忠の嫡子・竹千代（9代。元服して元康）は今川氏の人質として駿府に送られ、松平氏の三河支配は実質的に中断を余儀なくされた。一方、清康にも広忠にも公式には嫡子以外の男子がいないため（落胤がいたとの説はある）、広忠の死去当時8歳であった竹千代を後見する親族がおらず、また、竹千代の身に万が一があった場合にはそのまま松平氏の嫡流的存在となっていた安祥松平家の滅亡につながる状況にあった。従って、今川氏が竹千代を保護して松平氏を従属した国衆にすることで存続が図られた側面もあった。
永禄3年（1560年）の桶狭間の戦いで今川義元が敗死すると、元康は大樹寺住職の説諭を得て生誕地の岡崎城に戻る。やがて今川氏から独立し、名を松平家康と改める。家康は三河を統一すると永禄9年（1566年）に勅許を得て、先祖義季以来の得川の名字を復活させると、さらに嘉字である徳川氏に改めた。ただし、徳川の名乗りは家康一家のみが名乗り、松平諸家の姓は松平に留めた。家康はこれにより自身の家系を松平一族中で別格の存在として内外に認知させることに成功し、「十八松平」諸家は徳川氏の親族ではなく家臣の格である「譜代」に位置付けられた（実際、十八松平諸家は重臣である酒井氏や石川氏の与力・組下とされていた）。

### 江戸時代
家康が江戸幕府を開き、征夷大将軍職を世襲するようになったことで徳川氏は武家の棟梁家となったが、徳川の名字を名乗れたのは将軍家、御三家嫡流（後に御三卿や、甲府徳川家・館林徳川家の両典厩家にも許される）の当主に限られ、それ以外の親族は松平を称した。
たとえば、御三家の分家（連枝）は松平を用い、越前家・会津家・越智家などの親藩の家も松平を用いた。
十八松平の子孫も多くが大名となり、さらに旗本としても多数の松平家が存続した。また、これらとはべつに、豊臣政権期の羽柴姓と同様に徳川氏と縁戚関係にある一部の有力な譜代大名や外様大名にも賞与として松平の名乗りの公称が許され、これらの諸家は江戸時代には松平の姓を用いた。

### 明治時代以降
王政復古後の慶応4年（1868年）1月2日に元将軍・徳川慶喜らが鳥羽・伏見の戦いを起こした。新政府は1月10日に慶喜追討令を下し、慶喜は朝敵となった。これをうけて鳥取藩池田氏と岡山藩池田氏からは松平の姓をやめ、池田の本姓を称したいという願いが新政府に出された。郡山藩主・柳沢氏も1月16日の段階で松平姓を廃棄して柳沢姓に戻している。
1月27日に政府は賜松平姓を受けていた大名家に対し「徳川慶喜反逆二付テハ松平之苗字ヲ称シ居候族ハ（略）速二各本姓二復」すことを命じる布告を出した。2月8日にも再確認の布告が出されている。これにより本来の名字に代わって松平姓を名乗っていた大名家は全家が松平姓を廃棄して本来の姓に復した。また本姓が松平だった家の中からも十八松平に連なる一部の松平家（桜井松平家・大給松平家・滝脇松平家）は旧領に由来した新姓（桜井家、大給家、滝脇家）に改姓した。また吉井藩主の鷹司松平家も封地にちなんだ吉井に改姓している。
しかし、それ以外の本姓が松平の家はそのまま松平姓にとどまった。そのため松平氏を称する華族は29家にも及び、同じ名字を名乗る家の中では最も多かった。爵位の内訳は侯爵家1家、伯爵家3家、子爵家23家、男爵家2家である。徳川姓の家も12家が華族（公爵家3家、侯爵家2家、伯爵家2家、子爵家1家、男爵家4家）となっているので、合わせると徳川・松平家で華族41家を占めている。
侯爵になった松平家は越前松平家である。旧福井藩の現米は11万1010石であることから、叙爵内規上、本来の爵位は旧中藩知事（現米5万石以上15万石未満）として伯爵であるが、松平春嶽の維新の功により1888年（明治21年）に侯爵に陞爵（しょうしゃく）した。伯爵家となったのは越前一族の松江松平家および前橋松平家、ならびに水戸系の高松松平家の3家である。いずれも現米が5万石以上であったため旧・中藩知事として伯爵家に列した。高松松平伯爵家は日本有数の富豪華族だった。1898年（明治31年）時の高額所得者ランキングにおいて年間所得12万5856円で第10位にランクインしている（旧武家華族で同家より上位に入ったのは前田侯爵家・島津公爵家・毛利公爵家・紀州徳川侯爵家の4家のみだった）。
それ以外の旧大名だった松平家は旧小藩知事として子爵家に列している。越前松平家の分家である松平慶民も特に子爵に叙せられた。男爵に叙されたのは津山松平の分家である松平斉と、旧福井藩重臣で会津征伐において戦功をあげ、明治以降宮城県知事や熊本県知事、内務次官、貴族院勅撰議員などを歴任した松平正直（長沢松平氏）である。

## 松平氏の本姓について
松平信光は賀茂氏あるいは源姓を称していたことが知られる。元来賀茂姓であったのを源姓に改めたものとみられる。三つ葉葵の家紋もまた賀茂氏に由来するともみられている。7代清康は清和源氏（源朝臣世良田氏）と名乗ったこともある。9代当主となった家康は、今川からの独立直後である永禄4年（1561年）に発給した菅沼氏への安堵状において「源元康」と署しており（「菅沼家譜」『久能山東照宮所蔵文書』）、永禄4年から6年の間に、5点の正文を含む6点に「源氏」の署名がみられる。
家康の徳川改姓と叙任の際、吉田兼右が万里小路家の文書を調査した結果、新田氏系得川氏が二流に分かれ、一方が「藤原姓」となったという先例が発見された。この件には近衛前久が関与しており、その経緯を子である近衛信尹に送った書状が現存している。このため家康の叙爵は「藤原家康'」として行われ、以降家康も藤原氏を名乗った。笠谷和比古は源氏の棟梁である足利将軍家に家康がつてを持たなかっただけでなく、将軍家が当時当主不在であるという異常事態を迎えており、取り次ぎを行った近衛前久が官位奏請を行うためには藤原氏一門であるほうが好都合であったという指摘を行っている。
米田雄介が官務である「壬生家文書」にある口宣を調査したところ、天正14年（1585年）の権中納言就任以前の口宣はすべて藤原姓であるが、天正15年（1586年）などは不明であり、天正20年（1592年）9月、徳川家を清華の家格とする「清華成り」の発給の際には源姓となり、以降一貫して源姓を称していたことが明らかになっている。米田は源氏改姓を天正20年（1592年）と見ているが、笠谷は『聚楽行幸記』で家康が「大納言源家康」と署名したという記事を指摘し、天正16年（1588年）の聚楽第行幸頃の時期であるとみており、足利義昭の出家による将軍家消滅が契機であったとみている。以降の現存する発給文書でも源姓となっている。

## 松平家の歴代当主と諸分家
※ 正確な歴代当主や系譜関係は定まらず、ここでは安祥松平家を中心とした系譜を示す。
|                     |                     |                     |                     |                     |                     |                       |                       |                       |                       |                       |                       | 1松平親氏            |                      |                      |                      |                      |                      |                     |                     |                     |                     |                     |                     |                       |                       |                       |                       |                       |                       |                     |                     |                     |                     |                     |                     |                     |                     |                     |                     |                     |                     |                     |                     |                     |                     |                     |                     |  |  |  |  |  |  |  |  |  |  |  |  |  |  |  |  |  |  |  |  |  |  |  |  |  |  |  |  |  |  |  |  |  |  |  |  |  |  |
|                     |                     |                     |                     |                     |                     |                       |                       |                       |                       |                       |                       |                      |                      |                      |                      |                      |                      |                     |                     |                     |                     |                     |                     |                       |                       |                       |                       |                       |                       |                     |                     |                     |                     |                     |                     |                     |                     |                     |                     |                     |                     |                     |                     |                     |                     |                     |                     |  |  |  |  |  |  |  |  |  |  |  |  |  |  |  |  |  |  |  |  |  |  |  |  |  |  |  |  |  |  |  |  |  |  |  |  |  |  |
|                     |                     |                     |                     |                     |                     |                       |                       |                       |                       |                       |                       |                      |                      |                      |                      |                      |                      |                     |                     |                     |                     |                     |                     |                       |                       |                       |                       |                       |                       |                     |                     |                     |                     |                     |                     |                     |                     |                     |                     |                     |                     |                     |                     |                     |                     |                     |                     |  |  |  |  |  |  |  |  |  |  |  |  |  |  |  |  |  |  |  |  |  |  |  |  |  |  |  |  |  |  |  |  |  |  |  |  |  |  |
| 広親 〔酒井氏〕     | 広親 〔酒井氏〕     | 広親 〔酒井氏〕     | 広親 〔酒井氏〕     | 広親 〔酒井氏〕     | 広親 〔酒井氏〕     | 信広 〔松平郷松平家〕 | 信広 〔松平郷松平家〕 | 信広 〔松平郷松平家〕 | 信広 〔松平郷松平家〕 | 信広 〔松平郷松平家〕 | 信広 〔松平郷松平家〕 | 2泰親                | 2泰親                | 2泰親                | 2泰親                | 2泰親                | 2泰親                |                     |                     |                     |                     |                     |                     |                       |                       |                       |                       |                       |                       |                     |                     |                     |                     |                     |                     |                     |                     |                     |                     |                     |                     |                     |                     |                     |                     |                     |                     |  |  |  |  |  |  |  |  |  |  |  |  |  |  |  |  |  |  |  |  |  |  |  |  |  |  |  |  |  |  |  |  |  |  |  |  |  |  |
| 広親 〔酒井氏〕     | 広親 〔酒井氏〕     | 広親 〔酒井氏〕     | 広親 〔酒井氏〕     | 広親 〔酒井氏〕     | 広親 〔酒井氏〕     | 信広 〔松平郷松平家〕 | 信広 〔松平郷松平家〕 | 信広 〔松平郷松平家〕 | 信広 〔松平郷松平家〕 | 信広 〔松平郷松平家〕 | 信広 〔松平郷松平家〕 | 2泰親                | 2泰親                | 2泰親                | 2泰親                | 2泰親                | 2泰親                |                     |                     |                     |                     |                     |                     |                       |                       |                       |                       |                       |                       |                     |                     |                     |                     |                     |                     |                     |                     |                     |                     |                     |                     |                     |                     |                     |                     |                     |                     |  |  |  |  |  |  |  |  |  |  |  |  |  |  |  |  |  |  |  |  |  |  |  |  |  |  |  |  |  |  |  |  |  |  |  |  |  |  |
|                     |                     |                     |                     |                     |                     |                       |                       |                       |                       |                       |                       | 3信光                |                      |                      |                      |                      |                      |                     |                     |                     |                     |                     |                     |                       |                       |                       |                       |                       |                       |                     |                     |                     |                     |                     |                     |                     |                     |                     |                     |                     |                     |                     |                     |                     |                     |                     |                     |  |  |  |  |  |  |  |  |  |  |  |  |  |  |  |  |  |  |  |  |  |  |  |  |  |  |  |  |  |  |  |  |  |  |  |  |  |  |
|                     |                     |                     |                     |                     |                     |                       |                       |                       |                       |                       |                       |                      |                      |                      |                      |                      |                      |                     |                     |                     |                     |                     |                     |                       |                       |                       |                       |                       |                       |                     |                     |                     |                     |                     |                     |                     |                     |                     |                     |                     |                     |                     |                     |                     |                     |                     |                     |  |  |  |  |  |  |  |  |  |  |  |  |  |  |  |  |  |  |  |  |  |  |  |  |  |  |  |  |  |  |  |  |  |  |  |  |  |  |
|                     |                     |                     |                     |                     |                     |                       |                       |                       |                       |                       |                       |                      |                      |                      |                      |                      |                      |                     |                     |                     |                     |                     |                     |                       |                       |                       |                       |                       |                       |                     |                     |                     |                     |                     |                     |                     |                     |                     |                     |                     |                     |                     |                     |                     |                     |                     |                     |  |  |  |  |  |  |  |  |  |  |  |  |  |  |  |  |  |  |  |  |  |  |  |  |  |  |  |  |  |  |  |  |  |  |  |  |  |  |
|                     |                     |                     |                     |                     |                     | 守家 〔竹谷松平家〕   | 守家 〔竹谷松平家〕   | 守家 〔竹谷松平家〕   | 守家 〔竹谷松平家〕   | 守家 〔竹谷松平家〕   | 守家 〔竹谷松平家〕   | 4親忠                | 4親忠                | 4親忠                | 4親忠                | 4親忠                | 4親忠                | 与副 〔形原松平家〕 | 与副 〔形原松平家〕 | 与副 〔形原松平家〕 | 与副 〔形原松平家〕 | 与副 〔形原松平家〕 | 与副 〔形原松平家〕 | 光重 〔大草松平家〕   | 光重 〔大草松平家〕   | 光重 〔大草松平家〕   | 光重 〔大草松平家〕   | 光重 〔大草松平家〕   | 光重 〔大草松平家〕   | 忠景                | 忠景                | 忠景                | 忠景                | 忠景                | 忠景                | 光親 〔能見松平家〕 | 光親 〔能見松平家〕 | 光親 〔能見松平家〕 | 光親 〔能見松平家〕 | 光親 〔能見松平家〕 | 光親 〔能見松平家〕 | 親則 〔長沢松平家〕 | 親則 〔長沢松平家〕 | 親則 〔長沢松平家〕 | 親則 〔長沢松平家〕 | 親則 〔長沢松平家〕 | 親則 〔長沢松平家〕 |  |  |  |  |  |  |  |  |  |  |  |  |  |  |  |  |  |  |  |  |  |  |  |  |  |  |  |  |  |  |  |  |  |  |  |  |  |  |
|                     |                     |                     |                     |                     |                     | 守家 〔竹谷松平家〕   | 守家 〔竹谷松平家〕   | 守家 〔竹谷松平家〕   | 守家 〔竹谷松平家〕   | 守家 〔竹谷松平家〕   | 守家 〔竹谷松平家〕   | 4親忠                | 4親忠                | 4親忠                | 4親忠                | 4親忠                | 4親忠                | 与副 〔形原松平家〕 | 与副 〔形原松平家〕 | 与副 〔形原松平家〕 | 与副 〔形原松平家〕 | 与副 〔形原松平家〕 | 与副 〔形原松平家〕 | 光重 〔大草松平家〕   | 光重 〔大草松平家〕   | 光重 〔大草松平家〕   | 光重 〔大草松平家〕   | 光重 〔大草松平家〕   | 光重 〔大草松平家〕   | 忠景                | 忠景                | 忠景                | 忠景                | 忠景                | 忠景                | 光親 〔能見松平家〕 | 光親 〔能見松平家〕 | 光親 〔能見松平家〕 | 光親 〔能見松平家〕 | 光親 〔能見松平家〕 | 光親 〔能見松平家〕 | 親則 〔長沢松平家〕 | 親則 〔長沢松平家〕 | 親則 〔長沢松平家〕 | 親則 〔長沢松平家〕 | 親則 〔長沢松平家〕 | 親則 〔長沢松平家〕 |  |  |  |  |  |  |  |  |  |  |  |  |  |  |  |  |  |  |  |  |  |  |  |  |  |  |  |  |  |  |  |  |  |  |  |  |  |  |
|                     |                     |                     |                     |                     |                     |                       |                       |                       |                       |                       |                       |                      |                      |                      |                      |                      |                      |                     |                     |                     |                     |                     |                     |                       |                       |                       |                       |                       |                       |                     |                     |                     |                     |                     |                     |                     |                     |                     |                     |                     |                     |                     |                     |                     |                     |                     |                     |  |  |  |  |  |  |  |  |  |  |  |  |  |  |  |  |  |  |  |  |  |  |  |  |  |  |  |  |  |  |  |  |  |  |  |  |  |  |
|                     |                     |                     |                     |                     |                     |                       |                       |                       |                       |                       |                       |                      |                      |                      |                      |                      |                      |                     |                     |                     |                     |                     |                     |                       |                       |                       |                       |                       |                       | 元心 〔五井松平家〕 | 元心 〔五井松平家〕 | 元心 〔五井松平家〕 | 元心 〔五井松平家〕 | 元心 〔五井松平家〕 | 元心 〔五井松平家〕 | 忠定 〔深溝松平家〕 | 忠定 〔深溝松平家〕 | 忠定 〔深溝松平家〕 | 忠定 〔深溝松平家〕 | 忠定 〔深溝松平家〕 | 忠定 〔深溝松平家〕 |                     |                     |                     |                     |                     |                     |  |  |  |  |  |  |  |  |  |  |  |  |  |  |  |  |  |  |  |  |  |  |  |  |  |  |  |  |  |  |  |  |  |  |  |  |  |  |
|                     |                     |                     |                     |                     |                     |                       |                       |                       |                       |                       |                       |                      |                      |                      |                      |                      |                      |                     |                     |                     |                     |                     |                     |                       |                       |                       |                       |                       |                       | 元心 〔五井松平家〕 | 元心 〔五井松平家〕 | 元心 〔五井松平家〕 | 元心 〔五井松平家〕 | 元心 〔五井松平家〕 | 元心 〔五井松平家〕 | 忠定 〔深溝松平家〕 | 忠定 〔深溝松平家〕 | 忠定 〔深溝松平家〕 | 忠定 〔深溝松平家〕 | 忠定 〔深溝松平家〕 | 忠定 〔深溝松平家〕 |                     |                     |                     |                     |                     |                     |  |  |  |  |  |  |  |  |  |  |  |  |  |  |  |  |  |  |  |  |  |  |  |  |  |  |  |  |  |  |  |  |  |  |  |  |  |  |
|                     |                     |                     |                     |                     |                     |                       |                       |                       |                       |                       |                       |                      |                      |                      |                      |                      |                      |                     |                     |                     |                     |                     |                     |                       |                       |                       |                       |                       |                       |                     |                     |                     |                     |                     |                     |                     |                     |                     |                     |                     |                     |                     |                     |                     |                     |                     |                     |  |  |  |  |  |  |  |  |  |  |  |  |  |  |  |  |  |  |  |  |  |  |  |  |  |  |  |  |  |  |  |  |  |  |  |  |  |  |
| 親長 〔岩津松平家〕 | 親長 〔岩津松平家〕 | 親長 〔岩津松平家〕 | 親長 〔岩津松平家〕 | 親長 〔岩津松平家〕 | 親長 〔岩津松平家〕 | 乗元 〔大給松平家〕   | 乗元 〔大給松平家〕   | 乗元 〔大給松平家〕   | 乗元 〔大給松平家〕   | 乗元 〔大給松平家〕   | 乗元 〔大給松平家〕   | 5長親 〔安祥松平家〕 | 5長親 〔安祥松平家〕 | 5長親 〔安祥松平家〕 | 5長親 〔安祥松平家〕 | 5長親 〔安祥松平家〕 | 5長親 〔安祥松平家〕 | 長家                | 長家                | 長家                | 長家                | 長家                | 長家                | 親光 〔西福釜松平家〕 | 親光 〔西福釜松平家〕 | 親光 〔西福釜松平家〕 | 親光 〔西福釜松平家〕 | 親光 〔西福釜松平家〕 | 親光 〔西福釜松平家〕 | 張忠 〔矢田松平家〕 | 張忠 〔矢田松平家〕 | 張忠 〔矢田松平家〕 | 張忠 〔矢田松平家〕 | 張忠 〔矢田松平家〕 | 張忠 〔矢田松平家〕 | 乗清 〔滝脇松平家〕 | 乗清 〔滝脇松平家〕 | 乗清 〔滝脇松平家〕 | 乗清 〔滝脇松平家〕 | 乗清 〔滝脇松平家〕 | 乗清 〔滝脇松平家〕 |                     |                     |                     |                     |                     |                     |  |  |  |  |  |  |  |  |  |  |  |  |  |  |  |  |  |  |  |  |  |  |  |  |  |  |  |  |  |  |  |  |  |  |  |  |  |  |
| 親長 〔岩津松平家〕 | 親長 〔岩津松平家〕 | 親長 〔岩津松平家〕 | 親長 〔岩津松平家〕 | 親長 〔岩津松平家〕 | 親長 〔岩津松平家〕 | 乗元 〔大給松平家〕   | 乗元 〔大給松平家〕   | 乗元 〔大給松平家〕   | 乗元 〔大給松平家〕   | 乗元 〔大給松平家〕   | 乗元 〔大給松平家〕   | 5長親 〔安祥松平家〕 | 5長親 〔安祥松平家〕 | 5長親 〔安祥松平家〕 | 5長親 〔安祥松平家〕 | 5長親 〔安祥松平家〕 | 5長親 〔安祥松平家〕 | 長家                | 長家                | 長家                | 長家                | 長家                | 長家                | 親光 〔西福釜松平家〕 | 親光 〔西福釜松平家〕 | 親光 〔西福釜松平家〕 | 親光 〔西福釜松平家〕 | 親光 〔西福釜松平家〕 | 親光 〔西福釜松平家〕 | 張忠 〔矢田松平家〕 | 張忠 〔矢田松平家〕 | 張忠 〔矢田松平家〕 | 張忠 〔矢田松平家〕 | 張忠 〔矢田松平家〕 | 張忠 〔矢田松平家〕 | 乗清 〔滝脇松平家〕 | 乗清 〔滝脇松平家〕 | 乗清 〔滝脇松平家〕 | 乗清 〔滝脇松平家〕 | 乗清 〔滝脇松平家〕 | 乗清 〔滝脇松平家〕 |                     |                     |                     |                     |                     |                     |  |  |  |  |  |  |  |  |  |  |  |  |  |  |  |  |  |  |  |  |  |  |  |  |  |  |  |  |  |  |  |  |  |  |  |  |  |  |
|                     |                     |                     |                     |                     |                     |                       |                       |                       |                       |                       |                       |                      |                      |                      |                      |                      |                      |                     |                     |                     |                     |                     |                     |                       |                       |                       |                       |                       |                       |                     |                     |                     |                     |                     |                     |                     |                     |                     |                     |                     |                     |                     |                     |                     |                     |                     |                     |  |  |  |  |  |  |  |  |  |  |  |  |  |  |  |  |  |  |  |  |  |  |  |  |  |  |  |  |  |  |  |  |  |  |  |  |  |  |
|                     |                     |                     |                     |                     |                     |                       |                       |                       |                       |                       |                       | 6信忠                | 6信忠                | 6信忠                | 6信忠                | 6信忠                | 6信忠                | 親盛 〔福釜松平家〕 | 親盛 〔福釜松平家〕 | 親盛 〔福釜松平家〕 | 親盛 〔福釜松平家〕 | 親盛 〔福釜松平家〕 | 親盛 〔福釜松平家〕 | 信定 〔桜井松平家〕   | 信定 〔桜井松平家〕   | 信定 〔桜井松平家〕   | 信定 〔桜井松平家〕   | 信定 〔桜井松平家〕   | 信定 〔桜井松平家〕   | 義春 〔東条松平家〕 | 義春 〔東条松平家〕 | 義春 〔東条松平家〕 | 義春 〔東条松平家〕 | 義春 〔東条松平家〕 | 義春 〔東条松平家〕 | 利長 〔藤井松平家〕 | 利長 〔藤井松平家〕 | 利長 〔藤井松平家〕 | 利長 〔藤井松平家〕 | 利長 〔藤井松平家〕 | 利長 〔藤井松平家〕 |                     |                     |                     |                     |                     |                     |  |  |  |  |  |  |  |  |  |  |  |  |  |  |  |  |  |  |  |  |  |  |  |  |  |  |  |  |  |  |  |  |  |  |  |  |  |  |
|                     |                     |                     |                     |                     |                     |                       |                       |                       |                       |                       |                       | 6信忠                | 6信忠                | 6信忠                | 6信忠                | 6信忠                | 6信忠                | 親盛 〔福釜松平家〕 | 親盛 〔福釜松平家〕 | 親盛 〔福釜松平家〕 | 親盛 〔福釜松平家〕 | 親盛 〔福釜松平家〕 | 親盛 〔福釜松平家〕 | 信定 〔桜井松平家〕   | 信定 〔桜井松平家〕   | 信定 〔桜井松平家〕   | 信定 〔桜井松平家〕   | 信定 〔桜井松平家〕   | 信定 〔桜井松平家〕   | 義春 〔東条松平家〕 | 義春 〔東条松平家〕 | 義春 〔東条松平家〕 | 義春 〔東条松平家〕 | 義春 〔東条松平家〕 | 義春 〔東条松平家〕 | 利長 〔藤井松平家〕 | 利長 〔藤井松平家〕 | 利長 〔藤井松平家〕 | 利長 〔藤井松平家〕 | 利長 〔藤井松平家〕 | 利長 〔藤井松平家〕 |                     |                     |                     |                     |                     |                     |  |  |  |  |  |  |  |  |  |  |  |  |  |  |  |  |  |  |  |  |  |  |  |  |  |  |  |  |  |  |  |  |  |  |  |  |  |  |
|                     |                     |                     |                     |                     |                     |                       |                       |                       |                       |                       |                       |                      |                      |                      |                      |                      |                      |                     |                     |                     |                     |                     |                     |                       |                       |                       |                       |                       |                       |                     |                     |                     |                     |                     |                     |                     |                     |                     |                     |                     |                     |                     |                     |                     |                     |                     |                     |  |  |  |  |  |  |  |  |  |  |  |  |  |  |  |  |  |  |  |  |  |  |  |  |  |  |  |  |  |  |  |  |  |  |  |  |  |  |
|                     |                     |                     |                     |                     |                     |                       |                       |                       |                       |                       |                       | 7清康                | 7清康                | 7清康                | 7清康                | 7清康                | 7清康                | 信孝 〔三木松平家〕 | 信孝 〔三木松平家〕 | 信孝 〔三木松平家〕 | 信孝 〔三木松平家〕 | 信孝 〔三木松平家〕 | 信孝 〔三木松平家〕 | 康孝 〔鵜殿松平家〕   | 康孝 〔鵜殿松平家〕   | 康孝 〔鵜殿松平家〕   | 康孝 〔鵜殿松平家〕   | 康孝 〔鵜殿松平家〕   | 康孝 〔鵜殿松平家〕   |                     |                     |                     |                     |                     |                     |                     |                     |                     |                     |                     |                     |                     |                     |                     |                     |                     |                     |  |  |  |  |  |  |  |  |  |  |  |  |  |  |  |  |  |  |  |  |  |  |  |  |  |  |  |  |  |  |  |  |  |  |  |  |  |  |
|                     |                     |                     |                     |                     |                     |                       |                       |                       |                       |                       |                       | 7清康                | 7清康                | 7清康                | 7清康                | 7清康                | 7清康                | 信孝 〔三木松平家〕 | 信孝 〔三木松平家〕 | 信孝 〔三木松平家〕 | 信孝 〔三木松平家〕 | 信孝 〔三木松平家〕 | 信孝 〔三木松平家〕 | 康孝 〔鵜殿松平家〕   | 康孝 〔鵜殿松平家〕   | 康孝 〔鵜殿松平家〕   | 康孝 〔鵜殿松平家〕   | 康孝 〔鵜殿松平家〕   | 康孝 〔鵜殿松平家〕   |                     |                     |                     |                     |                     |                     |                     |                     |                     |                     |                     |                     |                     |                     |                     |                     |                     |                     |  |  |  |  |  |  |  |  |  |  |  |  |  |  |  |  |  |  |  |  |  |  |  |  |  |  |  |  |  |  |  |  |  |  |  |  |  |  |
|                     |                     |                     |                     |                     |                     |                       |                       |                       |                       |                       |                       | 8広忠                |                      |                      |                      |                      |                      |                     |                     |                     |                     |                     |                     |                       |                       |                       |                       |                       |                       |                     |                     |                     |                     |                     |                     |                     |                     |                     |                     |                     |                     |                     |                     |                     |                     |                     |                     |  |  |  |  |  |  |  |  |  |  |  |  |  |  |  |  |  |  |  |  |  |  |  |  |  |  |  |  |  |  |  |  |  |  |  |  |  |  |
|                     |                     |                     |                     |                     |                     |                       |                       |                       |                       |                       |                       |                      |                      |                      |                      |                      |                      |                     |                     |                     |                     |                     |                     |                       |                       |                       |                       |                       |                       |                     |                     |                     |                     |                     |                     |                     |                     |                     |                     |                     |                     |                     |                     |                     |                     |                     |                     |  |  |  |  |  |  |  |  |  |  |  |  |  |  |  |  |  |  |  |  |  |  |  |  |  |  |  |  |  |  |  |  |  |  |  |  |  |  |
|                     |                     |                     |                     |                     |                     |                       |                       |                       |                       |                       |                       | 9元康（徳川家康）    |                      |                      |                      |                      |                      |                     |                     |                     |                     |                     |                     |                       |                       |                       |                       |                       |                       |                     |                     |                     |                     |                     |                     |                     |                     |                     |                     |                     |                     |                     |                     |                     |                     |                     |                     |  |  |  |  |  |  |  |  |  |  |  |  |  |  |  |  |  |  |  |  |  |  |  |  |  |  |  |  |  |  |  |  |  |  |  |  |  |  |

## 廃藩置県まで存続した松平を称した大名家一覧
藩名は廃藩置県時。

### 家康前の分流の松平家
- 形原松平家（丹波国亀山藩。維新後子爵）
- 能見松平家（豊後国杵築藩。維新後子爵）
- 深溝松平家（肥前国島原藩。維新後子爵）
- 大給松平家（三河国西尾藩。維新後子爵）
  - 親清流大給松平家（豊後国府内藩。維新後大給に改姓し子爵）
  - 乗政流大給松平家（美濃国岩村藩。維新後子爵）
  - 真次流大給松平家（信濃国龍岡藩。維新後大給に改姓し子爵→伯爵）
- 滝脇松平家（上総国桜井藩。維新後滝脇に改姓し子爵）
- 桜井松平家（摂津国尼崎藩。維新後桜井に改姓し子爵）
- 藤井松平家（出羽国上山藩。維新後子爵）
  - 忠晴流藤井松平家（信濃国上田藩。維新後子爵）

### 家康以降の男系の松平家
- 越前松平家（御家門）
  - 福井松平家（越前国福井藩。維新後伯爵 → 侯爵）
    - 清崎松平家（越後国清崎藩。維新後子爵）

  - 雲州松平家（出雲国松江藩。維新後伯爵）
    - 広瀬松平家（出雲国広瀬藩。維新後子爵）
    - 母里松平家（出雲国母里藩。維新後子爵）

  - 結城松平家（上野国前橋藩。維新後伯爵）
  - 明石松平家（播磨国明石藩。維新後子爵）
  - 津山松平家（美作国津山藩。維新後子爵）
- 会津松平家（陸奥国斗南藩。維新後子爵）
- 越智松平家（石見国浜田藩。維新後子爵）
- 徳川御三家分家（御連枝）
  - 高松松平家（讃岐国高松藩。維新後伯爵） - 水戸徳川家連枝
  - 守山松平家（陸奥国守山藩。維新後子爵） - 水戸徳川連枝
  - 石岡松平家（常陸国府中藩。維新後子爵） - 水戸徳川連枝
  - 宍戸松平家（常陸国宍戸藩。維新後子爵） - 水戸徳川連枝
  - 四谷松平家（美濃国高須藩。維新後子爵） - 尾張徳川家連枝
  - 西条松平家（伊予国西条藩。維新後子爵） - 紀州徳川家連枝

### 家康の血縁により一族に准じた松平家
- 久松松平家 - 家康の生母、伝通院と久松俊勝の子の家系。
  - 勝俊流久松松平家（下総国多古藩。維新後久松に改姓し子爵）[39]
  - 定勝流久松松平家（伊予国松山藩。維新後久松に改姓し伯爵）[39]
    - 定綱流久松松平家（伊勢国桑名藩。維新後子爵）[39]
    - 定房流久松松平家（伊予国今治藩。維新後久松に改姓し子爵）[39]
- 奥平松平家 - 家康の娘、亀姫と奥平信昌の子の家系。
  - 奥平松平家宗家（武蔵国忍藩。維新後子爵）[40]
  - 忠尚流奥平松平家（上野国小幡藩。維新後子爵）
- 池田氏 - 藩祖池田輝政は家康の娘督姫を娶り、その子の家系は松平姓を許されている[注釈 10]。
  - 鳥取藩主池田家（因幡国鳥取藩。維新後侯爵）- 輝政次男池田忠継の系統。年不明、賜・松平姓[42]。
  - 福本池田家[43]（播磨国福本藩→交代寄合→福本藩（維新後立藩）。男爵） - 輝政四男池田輝澄の系統。慶長14年（1609年）賜・松平姓[44]。輝澄が改易処分を受け、その子池田政直は一万石の大名となったが、分知をおこなったため福本池田家は交代寄合となった。しかしこの家系は代々称松平を許されている[45]。

### その他の一族に准じた松平家
鷹司松平家は公家で五摂家の一つ、鷹司家出身で徳川家光の御台所・鷹司孝子の弟鷹司信平が徳川頼宣の娘を娶って松平姓を与えられた。五摂家出身という希少な血筋であり、且つ紀州徳川家御連枝扱いを受けている特殊な家であった。当初は旗本であったが、加増を繰り返し、1万石の石高をもって上野国吉井藩を立藩した。
- 鷹司松平家（上野国吉井藩。維新後吉井に改姓し子爵）承応3年（1654年）賜・松平姓[46]。

### 松平氏の分家ではないが、松平姓を許された大名家
江戸幕府開府以降、徳川氏は松平氏と血縁関係のない有力大名にも松平の名字を名乗る許可を与えた。これらの大名は公的な場では松平姓を名乗り、本来の名字は使用しなかった。ただし、松平姓を名乗ったのは当主と将軍家への披露が済み、叙位任官を受けた世子に限られ、披露前の世子や一族は本来の名字もしくは別の名字を名乗った。これらの家は先述の慶応4年（1868年）の新政府の復姓命令により全家が松平姓を廃棄して本姓に復している。

#### 譜代大名
- 松井家（武蔵国川越藩。維新後子爵）永禄7年（1564年）賜・松平姓[49]。
- 戸田家（信濃国松本藩。維新後子爵）永禄10年（1567年）賜・松平姓[49]。
- 大河内家（上総国大多喜藩。維新後子爵）年不明だが、家康の命により家号を松平にする[50]。
  - 信綱流大河内家（三河国豊橋藩。維新後子爵）
    - 信興流大河内家（上野国高崎藩。維新後子爵）
- 柳沢家（大和国郡山藩。維新後伯爵）元禄14年（1701年）賜・松平姓[51]。
- 本庄家（丹後国宮津藩。維新後子爵）宝永2年（1705年）賜・松平姓[52]。

#### 外様大名
- 前田家（加賀国金沢藩。維新後侯爵）慶長10年（1605年）賜・松平姓[53]。
- 伊達家（陸奥国仙台藩。維新後伯爵）慶長13年（1608年）賜・松平姓[54]。
- 毛利家（周防国山口藩。維新後公爵）慶長13年（1608年）賜・松平姓[55]。
- 山内家（土佐国高知藩。維新後侯爵）慶長15年（1610年）賜・松平姓[56]。
- 黒田家（筑前国福岡藩。維新後侯爵）慶長17年（1612年）賜・松平姓[57]。
- 蜂須賀家（阿波国徳島藩。維新後侯爵）慶長20年／元和元年（1615年）賜・松平姓[58]。
- 島津家（薩摩国薩摩藩。維新後公爵）元和3年（1617年）賜・松平姓[59]。
- 浅野家（安芸国広島藩。維新後侯爵）寛永4年（1627年）賜・松平姓[60]。
- 前田家（越中国富山藩。維新後伯爵）寛永8年（1631年）賜・松平姓[61]。
- 前田家（加賀国大聖寺藩、維新後子爵）寛永11年（1634年）賜・松平姓[60]。
- 鍋島家（肥前国佐賀藩。維新後侯爵）正保5年／慶安元年（1648年）賜・松平姓[62]。
- 岡山藩主池田家（備前国岡山藩。維新後侯爵）- 輝政長男池田利隆の系統。慶長13年（1608年）賜・松平姓[63]。